# Робін Майснер
Робін Максиміліан Майснер (нім. Robin Maximilian Meißner, нар. 8 жовтня 1999, Гамбург, Німеччина) — німецький футболіст, нападник клубу «Гамбург».
На правах оренди грає у клубі «Вікторія» (Кельн).

## Ігрова кар'єра

### Клубна
Робін Майснер є вихованцем гамбурзького футболу. Починав грати у молодіжній команді місцевого клубу «Санкт-Паулі». З 2017 року футболіст виступав за другу команду клубу в Регіональній лізі. У 2020 році Майснер перейшов до іншого клубу зі свого міста - до «Гамбурга». Дебют Майснера на професійному рівні відбувся у березні 2021 року, коли він вийшов в основі «Гамбурга» у матчі Другої Бундесліги проти свого колишнього клубу «Санкт-Паулі».
У січні 2022 року Майснер відбув до кінця сезону в оренду у клуб «Ганза». Влітку повернувся до «Гамбурга» але не маючи постійного місця в основі, футболіст знову відбув в оренду. На весь наступний сезон Майснер приєднався до клубу Третього дивізіону «Вікторія» з Кельна.

### Збірна
У 2017 році Робін Майснер провів одну гру у складі юнацької збірної Німеччини (U-18).